# Hohenzollernbrücke
La Hohenzollernbrücke (letteralmente: "ponte Hohenzollern") è un ponte ferroviario della città tedesca di Colonia, che attraversa il fiume Reno all'altezza del suo chilometro 688,5 in asse con l'abside del Duomo.

## Storia
Il ponte è stato costruito a partire dal 1907 e poi inaugurato nel 1911. Da principio consisteva di due serie di arcate per il traffico ferroviario ed una per quello veicolare. Dopo la distruzione nella seconda guerra mondiale è stato ricostruito dal 1946 al 1948 solamente con due serie di arcate per il traffico su binario e pedonale, senza una percorribilità per autoveicoli. 
Un terzo elemento ferroviario è stato aggiunto e aperto nel 1989. Attualmente il ponte può essere attraversato da treni regionali della S-Bahn e delle ferrovie tedesche Deutsche Bahn, accanto, su entrambi i lati nord e sud, da biciclette e pedoni.

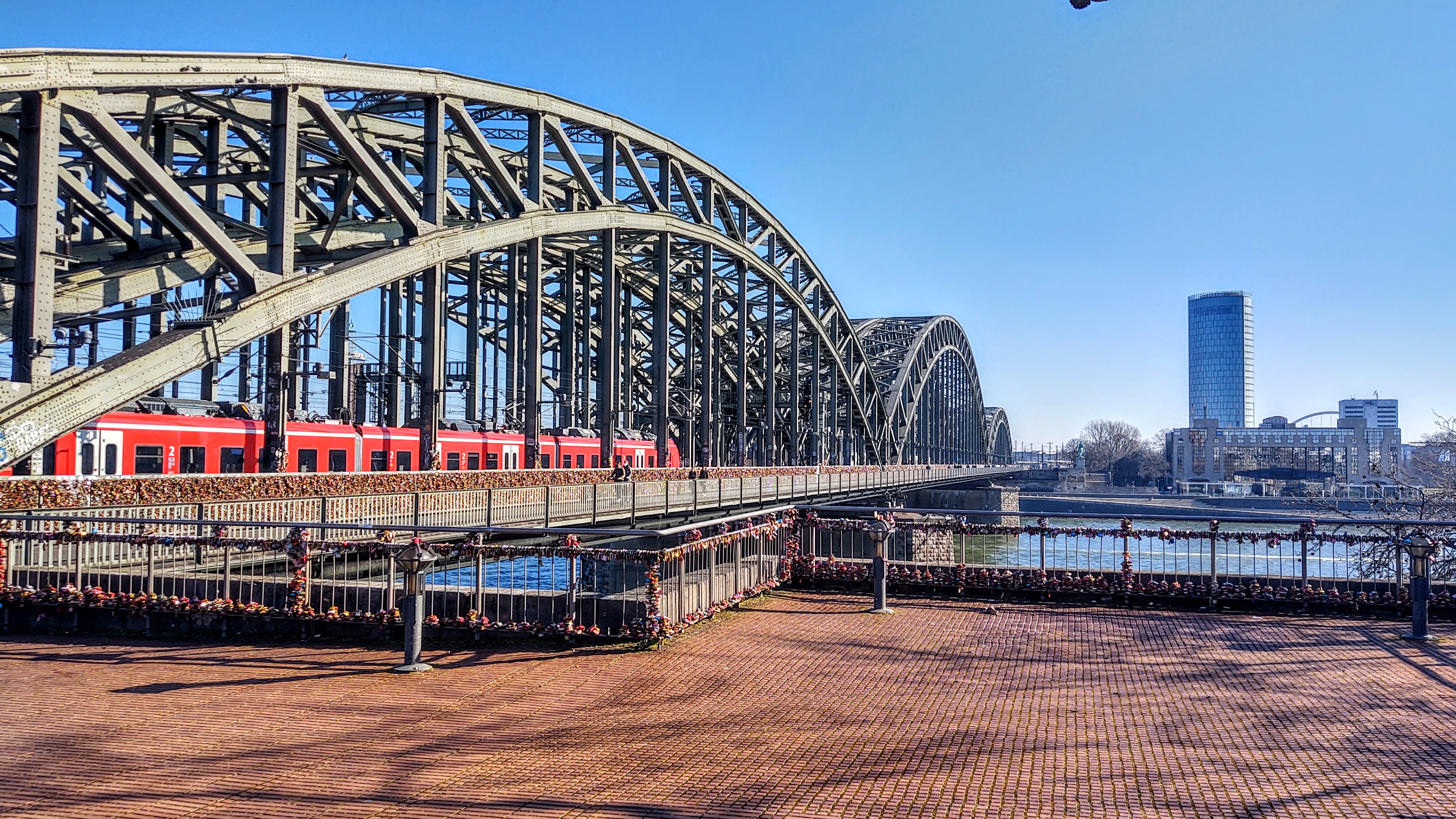
Hohenzollernbrücke, guardando ad est verso Deutz con vista del KölnTriangle

## Caratteristiche
Si tratta di un ponte ad arco a via inferiore con struttura in acciaio, lungo 409,19 m. Esso ha tre campate, lunghe rispettivamente 118,88 m, 167,75 m e 122,56 m.
La larghezza complessiva del ponte è di 26,2 m.